# Hometown Glory
"Hometown Glory" é o single de estreia da cantora e compositora inglesa Adele. Foi lançado pela Pacemaker Recordings no Reino Unido no dia 22 de outubro de 2007, e re-lançado pela XL Recordings em 2008 como seu quarto single. A música faz parte do primeiro álbum de estúdio de Adele, 19 (2008). O lançamento inicial da canção não obteve sucesso nos charts, no entanto, com o lançamento de 19, a canção conseguiu permanecer várias semanas nos charts britânicos.
A música foi inspirada em West Norwood, um pequeno bairro a sul de Londres, onde Adele passou a maior parte de sua adolescência. Adele escreveu a canção aos 16 anos, em apenas 10 minutos, um dia depois de ter ido pela primeira vez à um protesto em Londres, contra a guerra do Iraque, e também após sua mãe, Penny, tentar convencê-la a deixar sua cidade natal para ir para a universidade.

## Vídeo musical
O lançamento inicial de vinil de edição limitada de "Hometown Glory" não teve um vídeoclipe. O vídeo foi filmado para o single do relançamento em Hayes, oeste de Londres, no topo do parque de estacionamento Islândia/Wilkinson. O vídeo foi dirigido por Rocky Schenck e mostra Adele cantando sentada em uma cadeira, em uma espécie de porão, enquanto cenários de cidades americanas são movidos em torno dela.

## Faixas

### Lançamento original
7" Vinyl
1. "Hometown Glory"
2. "Best For Last"

### Re-lançamento
CD Single
1. "Hometown Glory" 4:32
2. "Fool That I am" (Live) 3:45

7" vinyl
1. "Hometown Glory" 4:32
2. "Fool That I am" (Live) 3:45

12" vinyl
1. "Hometown Glory" (High Contrast remix)
2. "Hometown Glory" (High Contrast remix instrumental)